# Robbie Ouzts
Robbie Ouzts (Rock Hill, 6 settembre 2002) è un giocatore di football americano statunitense che milita nel ruolo di fullback per i Seattle Seahawks della National Football League (NFL).

## Carriera universitaria
Ouzts al college giocò a football a Alabama nel ruolo di tight end dal 2021 al 2024. Nella prima stagione fece registrare una ricezione da 8 yard in 11 presenze. Nel 2022 disputò 13 partite, di cui 3 come titolare, con 4 ricezioni per 43 yard. Nel 2023 ebbe 3 ricezioni per 33 yard e un touchdown. Nella settimana 12 segnò della stagione 2024 segnò un touchdown su una ricezione da 44 yard nella vittoria sui Mercer Bears. Nel ReliaQuest Bowl 2024 segnò un touchdown su una ricezione da 25 yard nella sconfitta contro Michigan. Chiuse l'annata con 108 yard ricevute e 2 marcature. A fine anno annunciò l'intenzione di passare tra i professionisti e partecipò alla NFL Scouting Combine.

## Carriera professionistica

### Seattle Seahawks
Ouzts fu scelto nel corso del quinto giro (175º assoluto) del Draft NFL 2025 dai Seattle Seahawks.